# László Farkasházy
László Farkasházy (ur. 27 stycznia 1968 w Budapeszcie) – węgierski piłkarz występujący na pozycji pomocnika lub napastnika, reprezentant kraju.

## Życiorys
Jest wychowankiem BVSC. W 1986 roku został wcielony do pierwszej drużyny. W sezonie 1987/1988 grał na wypożyczeniu w występującym w NB III Honvéd Osztapenko SE. W 1989 roku przeszedł do VfL Bochum. W Bundeslidze  zadebiutował 29 lipca 1989 roku w przegranym 0:1 spotkaniu z 1. FC Köln. W sezonie 1989/1990 Farkasházy rozegrał osiem spotkań w Bundeslidze i został relegowany do rezerw. W marcu 1991 roku został wypożyczony do BVSC, z którym awansował w sezonie 1990/1991 do NB I. W najwyższej węgierskiej klasie rozgrywkowej Farkasházy zadebiutował 7 września 1991 roku w zremisowanym 0:0 meczu z Ferencvárosem. Na wypożyczeniu w BVSC Węgier grał do końca 1993 roku, po czym na zasadzie wolnego transferu trafił w lutym 1994 roku do EAC Rádiótaxi, a miesiąc później do Kispest-Honvéd FC. W Honvédem zdobył w sezonie 1993/1994 wicemistrzostwo Węgier. Po zakończeniu sezonu został zawodnikiem MTK, awansując z tym klubem w sezonie 1994/1995 do NB I. 16 sierpnia 1995 roku zadebiutował w reprezentacji Węgier w przegranym 0:2 towarzyskim meczu z Izraelem. Z MTK Farkasházy zdobył mistrzostwo Węgier (1996/1997) oraz dwukrotnie puchar kraju (1997, 1998). W 1998 został zawodnikiem Vasasu. Po wygaśnięciu kontraktu z Vasasem, w sezonie 2000/2001 reprezentował barwy Gödöllői LC, BKV Előre i Kecskeméti FC. W 2001 roku został zawodnikiem amatorskiego Koroncó SE, gdzie występował do 2005 roku, po czym zakończył karierę. W sezonie 2010/2011 był piłkarzem DAC 1912 FC.
Ogółem rozegrał 191 meczów w NB I, w których zdobył 29 bramek.

## Statystyki ligowe
| Sezon         | Klub                  | Liga       | Mecze | Gole |
| ------------- | --------------------- | ---------- | ----- | ---- |
| 1989/1990     | VfL Bochum            | Bundesliga | 8     | 0    |
| 1990/1991     | VfL Bochum II         | Oberliga   | 8     | 3    |
| 1990/1991 (w) | BVSC MÁV-Transped     | NB II      | 1     | 0    |
| 1991/1992     | BVSC-Novép            | NB I       | 21    | 7    |
| 1992/1993     | BVSC-Novép            | NB I       | 21    | 3    |
| 1993/1994 (j) | BVSC-Dreher           | NB I       | 5     | 0    |
| 1993/1994 (w) | EAC Rádiótaxi         | NB III     | ?     | ?    |
| 1993/1994 (w) | Kispest-Honvéd FC     | NB I       | 6     | 0    |
| 1994/1995     | MTK                   | NB II      | 28    | 8    |
| 1995/1996     | MTK FC                | NB I       | 24    | 4    |
| 1996/1997     | MTK FC                | NB I       | 33    | 8    |
| 1997/1998     | MTK FC                | NB I       | 31    | 3    |
| 1998/1999     | Vasas Danubius Hotels | NB I       | 29    | 4    |
| 1999/2000     | Vasas Danubius Hotels | NB I       | 21    | 0    |
| 1999/2000     | Vasas Danubius Hotels | NB I       | 21    | 0    |
| 2000/2001 (j) | Gödöllői LC           | NB III     | ?     | ?    |
| 2000/2001 (j) | BKV Előre             | NB II      | 4     | 0    |
| 2000/2001 (w) | Kecskeméti FC         | NB II      | 8     | 0    |